# Aeropuerto Internacional Hassan I

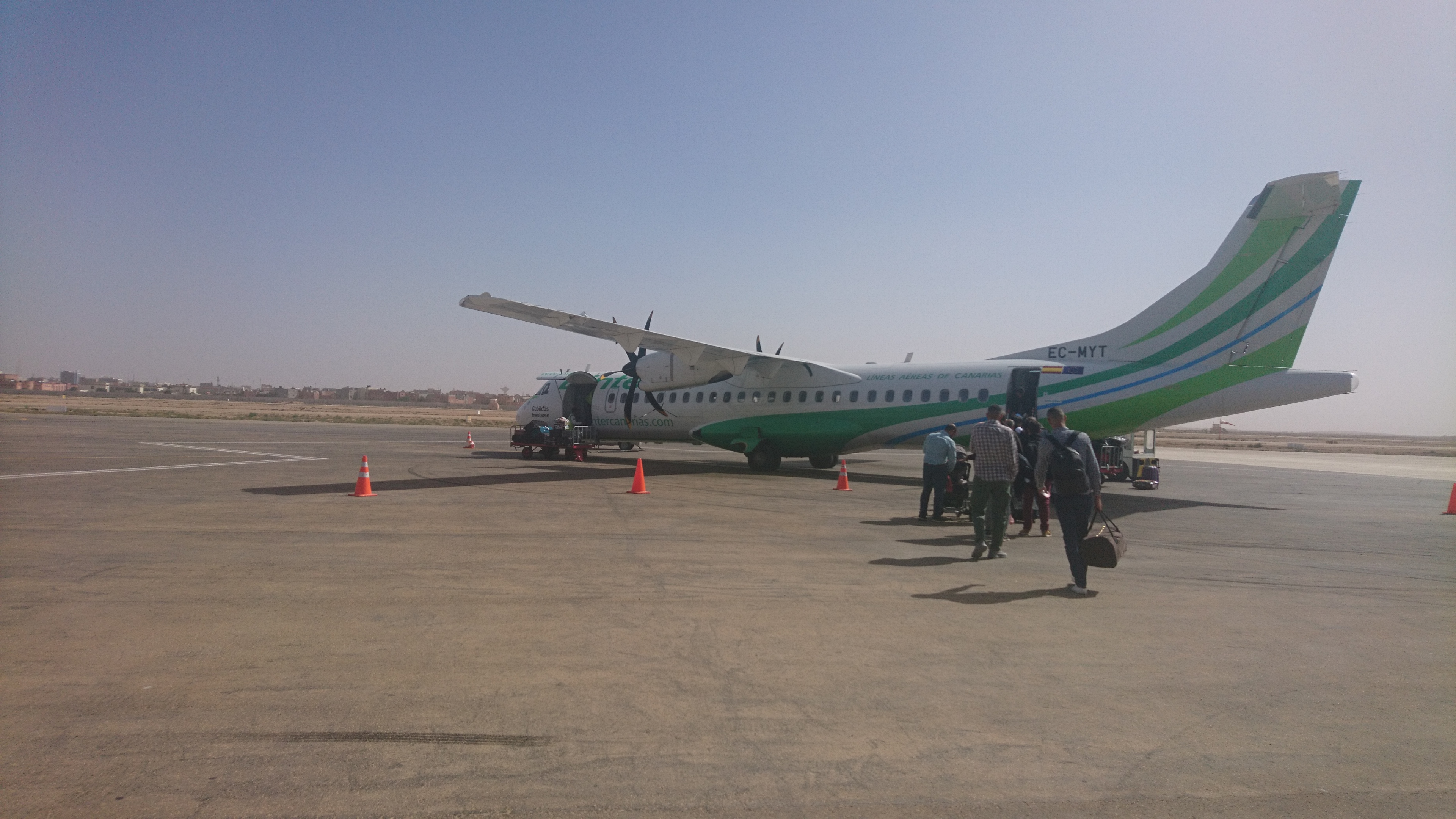
Avión de Binter Canarias en El Aaiún.

Aviones de la MINURSO en El Aaiún.

El Aeropuerto Internacional de El Aaiún (IATA: EUN, OACI: GMML) o Aeropuerto Hassan I (IATA: EUN, OACI: GSAI) es un aeropuerto en El Aaiún, Sáhara Occidental administrado por ONDA.
Debido al diferendo territorial del Sáhara Occidental, el aeropuerto aparece duplicado en el AIP, apareciendo tanto en el de España (GSAI) como el de Marruecos (GMML).

## Aerolíneas y destinos

### Pasajeros
| Aerolíneas              | Destinos                          |
| ----------------------- | --------------------------------- |
| Binter Canarias         | Gran Canaria                      |
| Royal Air Maroc         | Agadir, Casablanca, Villacisneros |
| Royal Air Maroc Express | Agadir, Casablanca, Gran Canaria  |

### Carga
| Aerolíneas            | Destinos                             |
| --------------------- | ------------------------------------ |
| Royal Air Maroc Cargo | Casablanca, Milán-Malpensa, Zaragoza |